# Saint-Martin-la-Pallu
Saint-Martin-la-Pallu (Schreibweise bis 2019 Saint Martin la Pallu) ist eine französische Gemeinde mit 5.663 Einwohnern (Stand: 1. Januar 2022) im Département Vienne in der Region Nouvelle-Aquitaine. Sie ist Teil des Kantons Jaunay-Marigny im Arrondissement Poitiers.
Sie entstand mit Wirkung vom 1. Januar 2017 als Commune nouvelle durch die Zusammenlegung der früher selbständigen Gemeinden Blaslay, Charrais, Cheneché und Vendeuvre-du-Poitou, die in der neuen Gemeinde den Status einer Commune déléguée haben.
Mit Wirkung vom 1. Januar 2019 wurde die bestehende Commune nouvelle durch die Integration der früher selbständigen Gemeinde Varennes, erweitert, wobei auch die zusätzliche Gemeinde den Status einer Commune déléguée hat. Der Verwaltungssitz befindet sich im Ort Vendeuvre-du-Poitou.

## Gliederung
| Ortsteil                                            | ehemaliger INSEE-Code | Fläche (km²) | Einwohnerzahl zum 1. Januar 2022 |
| --------------------------------------------------- | --------------------- | ------------ | -------------------------------- |
| Vendeuvre-du-Poitou (seit 2017) (Verwaltungssitz)00 | 86281                 | 41,62        | 3.272                            |
| Blaslay (seit 2017)                                 | 86030                 | 19,67        | .0539                            |
| Charrais (seit 2017)                                | 86060                 | 14,63        | 1.110                            |
| Cheneché (seit 2017)                                | 86071                 | 05,15        | .0386                            |
| Varennes (seit 2019)                                | 86277                 | 12,80        | .0356                            |

## Geografie
Saint-Martin-la-Pallu liegt etwa 17 Kilometer nordnordwestlich von Poitiers.

## Sehenswürdigkeiten

### Blaslay
- Dolmen

### Charrais
- Kirche Saint-Martin
- Rathaus aus dem 17. Jahrhundert
- Schloss Étables, seit 1969 Monument historique
- Schloss La Guiberderie

### Vendeuvre-du-Poitou
- Renaissance-Schloss Bonnivet (16. Jahrhundert, Monument historique seit 2001)
- Kirche Saint-Aventin (Monument historique, seit 1927)
- Wegkreuz Grand-Gue ‚Große Furt‘ (Monument historique seit 1931)